# Britisch-Westafrika

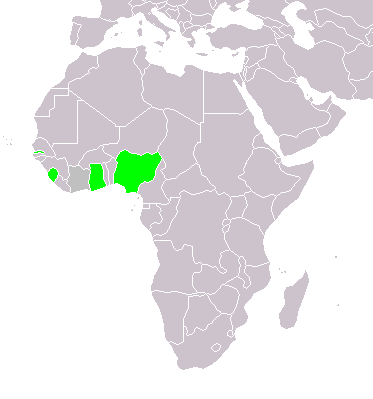
Britisches Westafrika

Britisch-Westafrika (englisch British West Africa) war die Bezeichnung für die britischen Besitzungen und „Schutzgebiete“ von 1821 bis 1850 und 1866 bis 1888 in Westafrika. Hauptstadt war die heutige sierra-leonische Hauptstadt Freetown.
Das Gebiet trug zunächst die Bezeichnung Kolonie Sierra Leone und ihre Dependenzen (englisch Colony of Sierra Leone and its Dependencies), gefolgt von den Britischen Westafrikanischen Territorien (British West African Territories) und dann Britische Westafrikanische Siedlungen (British West African Settlements).

## Ausdehnung Britisch-Westafrikas

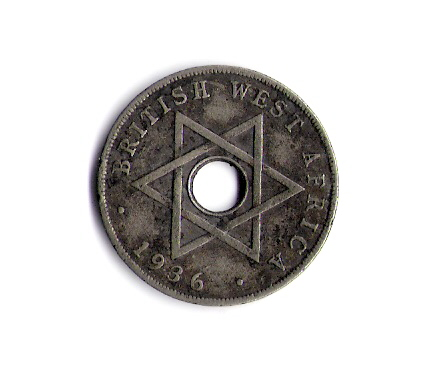
Historische Münze aus Britisch-Westafrika

Britisch-Westafrika umfasste die Gebiete der heutigen Staaten Sierra Leone, Nigeria (auch Nigerien), Gambia und Ghana (damaliger Name: Goldküste). Die Anfänge britischer Einflussnahme in diesem Teil Afrikas gehen zurück bis in das 17. Jahrhundert, als die Briten hier befestigte Handelsstützpunkte wie etwa Cape Coast Castle oder Fort Metal Cross errichteten. Auf unterschiedliche Weise kolonisierten sie die um diese Stützpunkte liegenden Gebiete in den späten 1780er bis in die 1960er Jahre.
Britisch-Westafrika war nie ein einheitliches Verwaltungsgebiet innerhalb des Britischen Kolonialsystems, allerdings gab es innerhalb dieser Gebiete von 1907 bis 1962 (bzw. bis zur Unabhängigkeit der einzelnen Staaten) eine einheitliche Währung, das Westafrikanische Pfund.
Die britischen Kolonien in Westafrika hatten im Jahr 1953 zusammen eine Größe von fast 1,3 Millionen km² und insgesamt knapp 36,5 Millionen Einwohner:
| Gebiet              | Fläche (km²) | Einwohner (1953) | Hauptstadt |
| ------------------- | ------------ | ---------------- | ---------- |
| Gambia              | 10.368       | 262.700          | Bathurst   |
| Goldküste           | 237.864      | 4.100.000        | Accra      |
| Nigeria             | 966.033      | 30.100.000       | Lagos      |
| Sierra Leone        | 72.323       | 2.000.000        | Freetown   |
| Britisch-Westafrika | 1.286.588    | 36.462.700       | Freetown   |

## Unterschiedliche Formen der Herrschaftsausübung

Flagge Britisch-Westafrikas

Flagge des Gouverneurs von Britisch-Westafrika

Die Briten unterschieden innerhalb Britisch-Westafrikas zwischen Kronkolonien, Protektoraten und Territorien. Diese Differenzierungen waren weit mehr als nur verwaltungstechnische Unterscheidungen. Sie bezogen sich auf unterschiedliche Grade der Autonomie der Gebiete und auf mögliche bürgerliche Rechte der Bewohner.
Kronkolonien innerhalb Britisch-Westafrikas waren kleine Gebiete rund um die Stadt Bathurst im heutigen Gambia, um die Stadt Freetown im heutigen Sierra Leone und um die Stadt Lagos im heutigen Nigeria. Eine größere Fläche umfasste nur die Kronkolonie Goldküste, die aus dem Küstengebiet des heutigen Ghana bestand. Innerhalb dieser im 19. Jahrhundert gebildeten Kronkolonien war die Einflussnahme der Briten direkter, aber es gab auch weitgehende Pressefreiheit und gewisse bürgerliche Rechte. Z.B. hatten die Bewohner das Recht, politische Vereinigungen zu bilden und einheimische Rechtsanwälte waren in der Lage, Auswüchse des kolonialen Regimes auf juristischem Wege zu unterbinden.
Der Rest von Britisch-Westafrika, geographisch also der absolut überwiegende Teil, bestand aus „Protektoraten“ und „Territorien“, in denen weitgehend traditionelle Strukturen – oder was die Briten dafür hielten – beibehalten wurden. Hier war es Rechtsanwälten verboten zu praktizieren und politische Vereinigungen konnten sich nur getarnt als kulturelle Organisationen bilden. Für diese Gebiete wurde das Konzept der so genannten indirect rule erfunden, also die „indirekte Herrschaft“ der Briten, die teils über anerkannte traditionelle Herrscher, häufig aber auch über innerhalb der Bevölkerung wenig akzeptierte „traditionelle Herrscher von Großbritanniens Gnaden“ lief.

## Die „Elite“
Innerhalb Britisch-Westafrikas gab es in der ersten Hälfte des 20. Jahrhunderts eine westlich gebildete, einheimische Schicht, die „Elite“ genannt. Diese – ganz überwiegend – Männer kannten sich üblicherweise untereinander, egal aus welchem Teil Britisch-Westafrikas sie stammten. Sie bewegten sich zumeist frei zwischen den einzelnen britischen Gebieten und hatten – im Unterschied etwa zu den gebildeten Schichten innerhalb der französischen Kolonien – eher eine westafrikanische, als eine nigerianische oder gambische Identität.

## Das Ende Britisch-Westafrikas
Das Ende der britischen Kolonialherrschaft in Westafrika wurde durch den Zweiten Weltkrieg beschleunigt, der für einen erheblichen wirtschaftlichen Aufschwung und erste Ansätze von Industrialisierung in Westafrika sorgte. Zudem war dieser Krieg unter Beteiligung etlicher tausend westafrikanischer Soldaten in britischen Diensten auf Seiten der Alliierten im Namen von Freiheit und Demokratie geführt worden. Das Tempo der Dekolonisierung wurde weiterhin auch durch verschiedene Formen zivilen Widerstands und offene Aufstände in den einzelnen Kolonien bestimmt, z. B. die so genannten Accra-Riots 1947 in der Goldküste.
1957 wurde Ghana unabhängig, 1960 folgte Nigeria, 1961 Sierra Leone und 1965 schließlich Gambia.